# Pribude
Pribude falu Muć községben Horvátországban Split-Dalmácia megyében.

## Fekvése
Split központjától légvonalban 30, közúton 47 km-re északra, községközpontjától légvonalban 10, közúton 14 km-re északnyugatra, a Dalmát Zagora központi részén, a Moseć és a Svilaja hegységek között, az 56-os számú főúttól északra, a megyehatárnál fekszik.

## Története
A térség 1685 körül szabadult fel a török uralom alól. Ezt követően a ferencesek Boszniából és Hercegovinából érkezett katolikusokkal telepítették be. A település először 1689-ben Dalmácia leírásában szerepel „Bribad” alakban, mely annak a következménye, hogy a leírás készítője nem ismerte a horvát nyelvet. Az elnevezés eredete mindazonáltal bizonytalan. Gračac mellett is van egy Pribude nevű falu, mely talán a Pribudić vezetéknévből származik. E név 1711-ben, majd 1762-ben is feltűnik a Trogir melletti Labinban. Az 1711-ben összeállított első velencei kataszterben a település már Pribude név alatt szerepel. A 18. században az ogorjei plébániához tartozott. 1797-ben a Velencei Köztársaság megszűnésével a település a Habsburg Birodalom része lett. 1806-ban Napóleon csapatai foglalták el és 1813-ig francia uralom alatt állt. Napóleon bukása után ismét Habsburg uralom következett, mely az első világháború végéig tartott. A falunak 1857-ben 227, 1910-ben 339 lakosa volt. 1882-ben elszakadt az orogjei plébániától, a zlopoljei plébánia része lett és ma is oda tartozik. Az első világháború után rövid ideig az Olasz Királyság, ezután a Szerb-Horvát-Szlovén Királyság, majd Jugoszlávia része lett. A második világháború idején olasz csapatok szállták meg. A háború után a település a szocialista Jugoszlávia része lett. 1991-től a független Horvátországhoz tartozik. Lakossága 2011-ben 102 fő volt.

## Lakosság
| Lakosság változása | Lakosság változása | Lakosság változása | Lakosság változása | Lakosság változása | Lakosság változása | Lakosság változása | Lakosság változása | Lakosság változása | Lakosság változása | Lakosság változása | Lakosság változása | Lakosság változása | Lakosság változása | Lakosság változása | Lakosság változása |
| ------------------ | ------------------ | ------------------ | ------------------ | ------------------ | ------------------ | ------------------ | ------------------ | ------------------ | ------------------ | ------------------ | ------------------ | ------------------ | ------------------ | ------------------ | ------------------ |
| 1857               | 1869               | 1880               | 1890               | 1900               | 1910               | 1921               | 1931               | 1948               | 1953               | 1961               | 1971               | 1981               | 1991               | 2001               | 2011               |
| 227                | 279                | 284                | 319                | 354                | 339                | 339                | 409                | 401                | 347                | 344                | 346                | 284                | 193                | 126                | 102                |